# ريان غارسيا
ريان غارسيا (بالإنجليزية: Ryan Garcia)‏ (8 أغسطس 1998 بفيكتورفيل في الولايات المتحدة - ) هو ملاكم أمريكي.

## إحصائيات
خاض خلال مسيرته 26 نزالا، فاز في 24 منهم 20 بالضربة القاضية وتعادل مرة واحدة وخسر مرة واحدة.